# Zygmunt Graliński

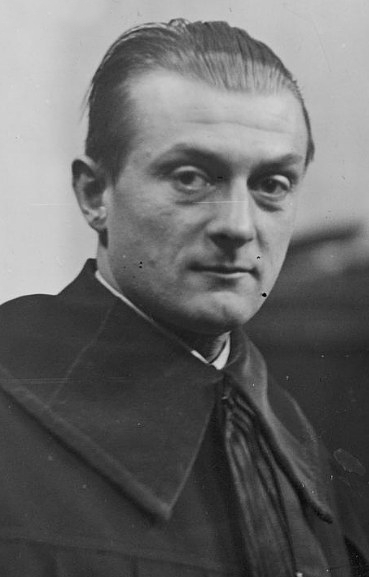
Zygmunt Graliński während des Brester-Prozesses 1931

Zygmunt Stanisław Cyprian Graliński (* 29. September 1897 in Łęczyca, Polen; † 18. September 1940 im Nordatlantik bei Rockall) war ein polnischer Rechtsanwalt, Bürgerrechtler, Mitglied des Parlaments in der zweiten Amtszeit der Zweiten Polnischen Republik und der stellvertretende Minister für auswärtige Angelegenheiten in der polnischen Exilregierung während des Zweiten Weltkriegs.

## Leben
Graliński stammte aus einer Familie von Intellektuellen. Er war ein Cousin des Publizisten und Politikers Stefan Korboński. Nach dem Abschluss der Hochschule in Charkiw im Jahr 1916 studierte er Rechtswissenschaften an der Universität Warschau (1918 bis 1922). Im Jahr 1925 promovierte er in Paris zum Doktor der Jurisprudenz. Nach Hause zurückgekehrt, arbeitete er im Ministerium für auswärtige Angelegenheiten und lehrte Rechtswissenschaften an der Freien Polnischen Universität (polnisch Wolna Wszechnica Polska) in Warschau.
Graliński war Verteidiger der bäuerlichen Aktivisten in den politischen Prozessen, einschließlich des so genannten Brester Prozesses (1931 in Brest). Er war Mitglied der Partei der Kleinbauern (Polskie Stronnictwo Ludowe PSL „Wyzwolenie“), Vorstandsvorsitzender des Kreises Powiat Sokołowski und der Stadt Siedlce und im Obersten Rat der Polnischen Volkspartei „Piast“. In den Jahren 1928 bis 1930 hielt er einen Sitz im Parlament. Später war er Vize-Präsident des Obersten Rates, Mitglied des Zentralen Exekutivkomitees und ab April 1934 Leiter der Stadtverwaltung von Lublin.
Nach dem Überfall des Dritten Reiches und der Sowjetunion auf Polen ging Graliński ins Exil. Bei der Ankunft in Frankreich wurde er zum stellvertretenden Außenminister der polnischen Exilregierung unter Ignacy Mościcki ernannt.
Am 13. September 1940 ging Graliński in Liverpool an Bord des britischen Ozeandampfers City of Benares, der nach Quebec und Montreal auslaufen sollte. Er wollte nach Ottawa weiterreisen. Fünf Tage später wurde das unbewaffnete, nicht eskortierte Schiff südwestlich von Rockall im Nordatlantik mitten in der Nacht von dem deutschen U-Boot U 48 torpediert und sank innerhalb von 30 Minuten. Von den 406 Menschen an Bord kamen 248 ums Leben, darunter die meisten Frauen und Kinder. Auch Graliński war unter den Todesopfern. Sein Leichnam wurde nie geborgen.